# Torana

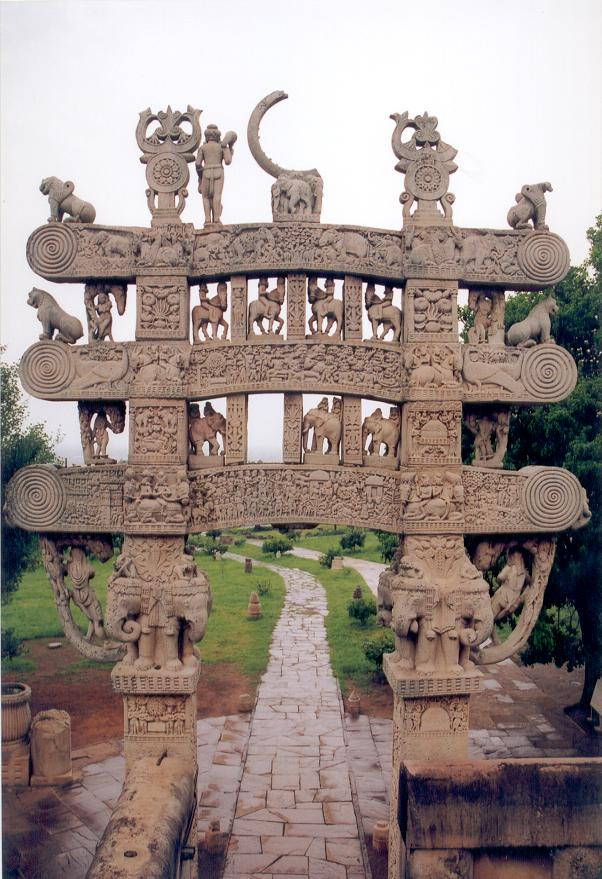
Torana

Torana är en indisk port, framför allt port i inhägnaden kring en buddhistisk stupa.